# Advibhavi, Gangawati
Advibhavi là một làng thuộc tehsil Gangawati, huyện Koppal, bang Karnataka, Ấn Độ.